# مارکو شیاوینو
مارکو شیاوینو (انگلیسی: Marco Schiavino؛ زادهٔ ۲۵ آوریل ۱۹۹۳) بازیکن فوتبال اهل ایتالیا است.
از باشگاه‌هایی که در آن بازی کرده‌است می‌توان به باشگاه فوتبال کومو و باشگاه فوتبال آسکولی اشاره کرد.